# 1652年臺灣
本條目介紹臺灣於1652年所發生的歷史事件，以及該年重要台灣人物的生卒日期。這年是荷蘭東印度公司於臺南開啟荷蘭統治時期的第二十九年。

## 政府

臺灣長官：康納利斯·西撒爾

## 大事記
- 9月7日：發生郭懷一事件，在台灣（大員）發生的漢人農民武裝起事。這場起事共有四千至五千名漢人參與，約為當時台灣漢人人口的四分之一[1]。整場事件歷經12天后結束，包括未起事的人，共有三千到四千名漢人被殺死或餓死[2]。

## 逝世
- 9月12日：郭懷一